# Skärgårdsstiftelsen i Stockholms län

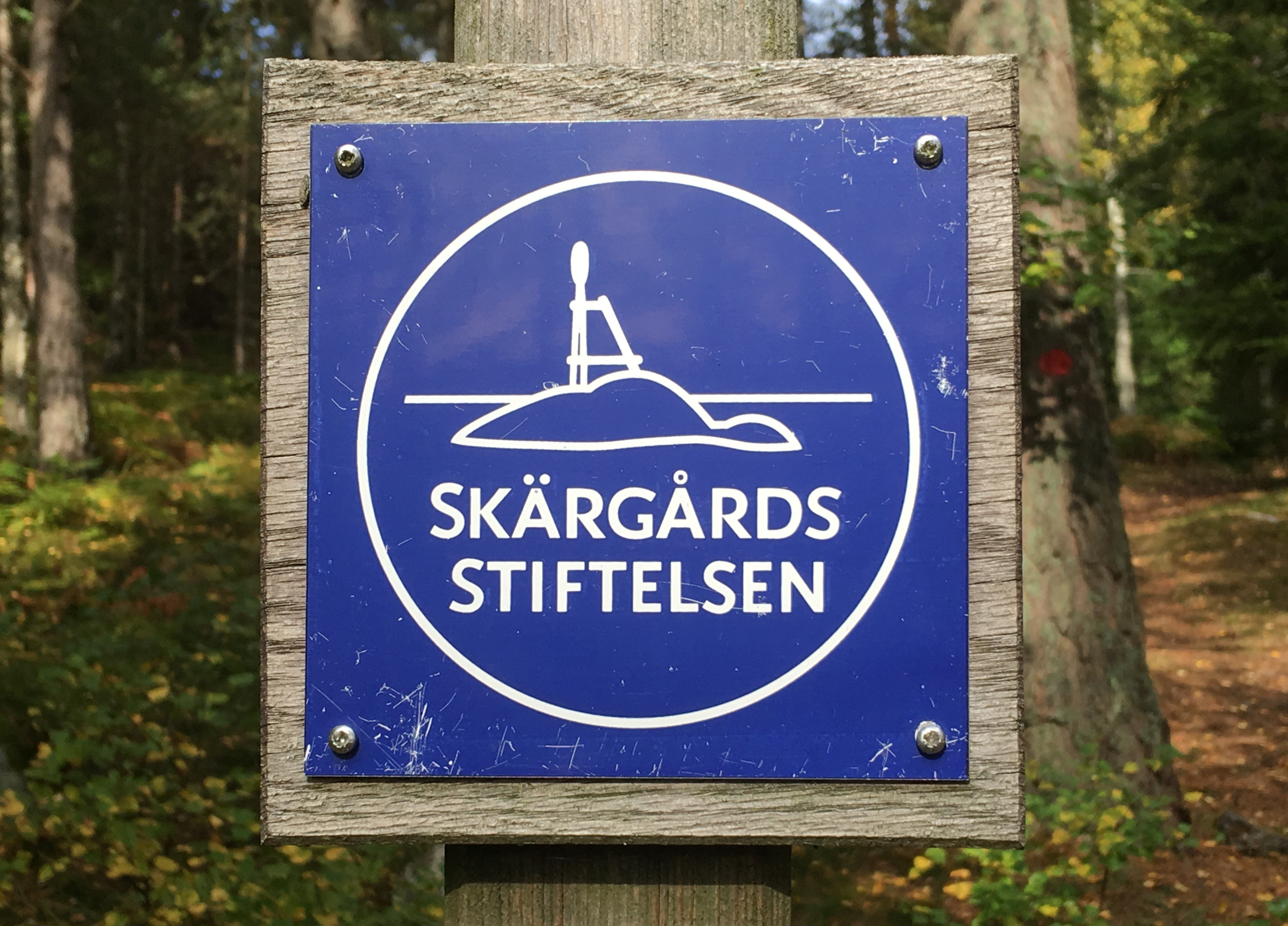
Skärgårdssiftelsens skylt på Gålö.

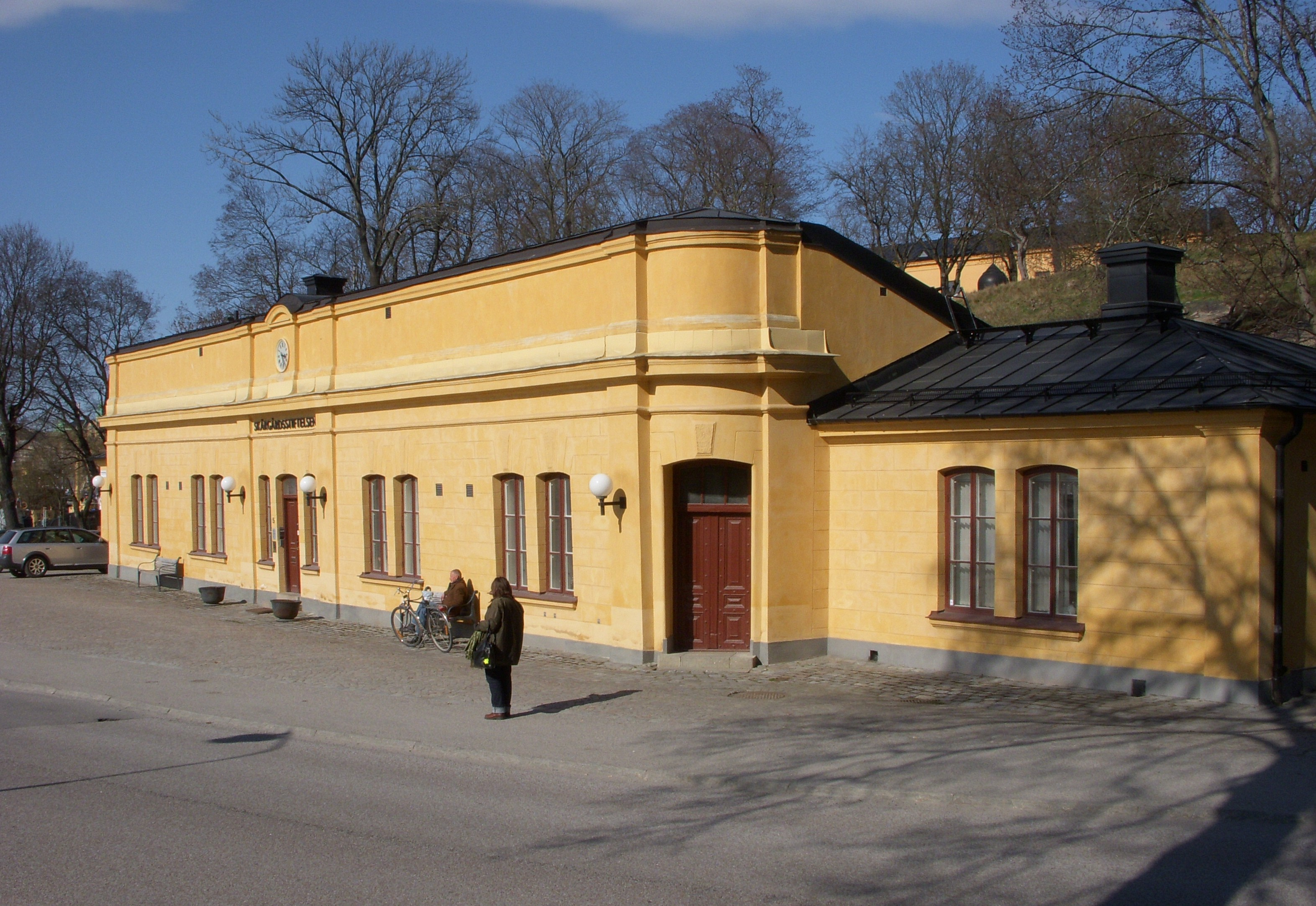
Skärgårdsstiftelsens kontor i före detta Högvakten, Skeppsholmen.

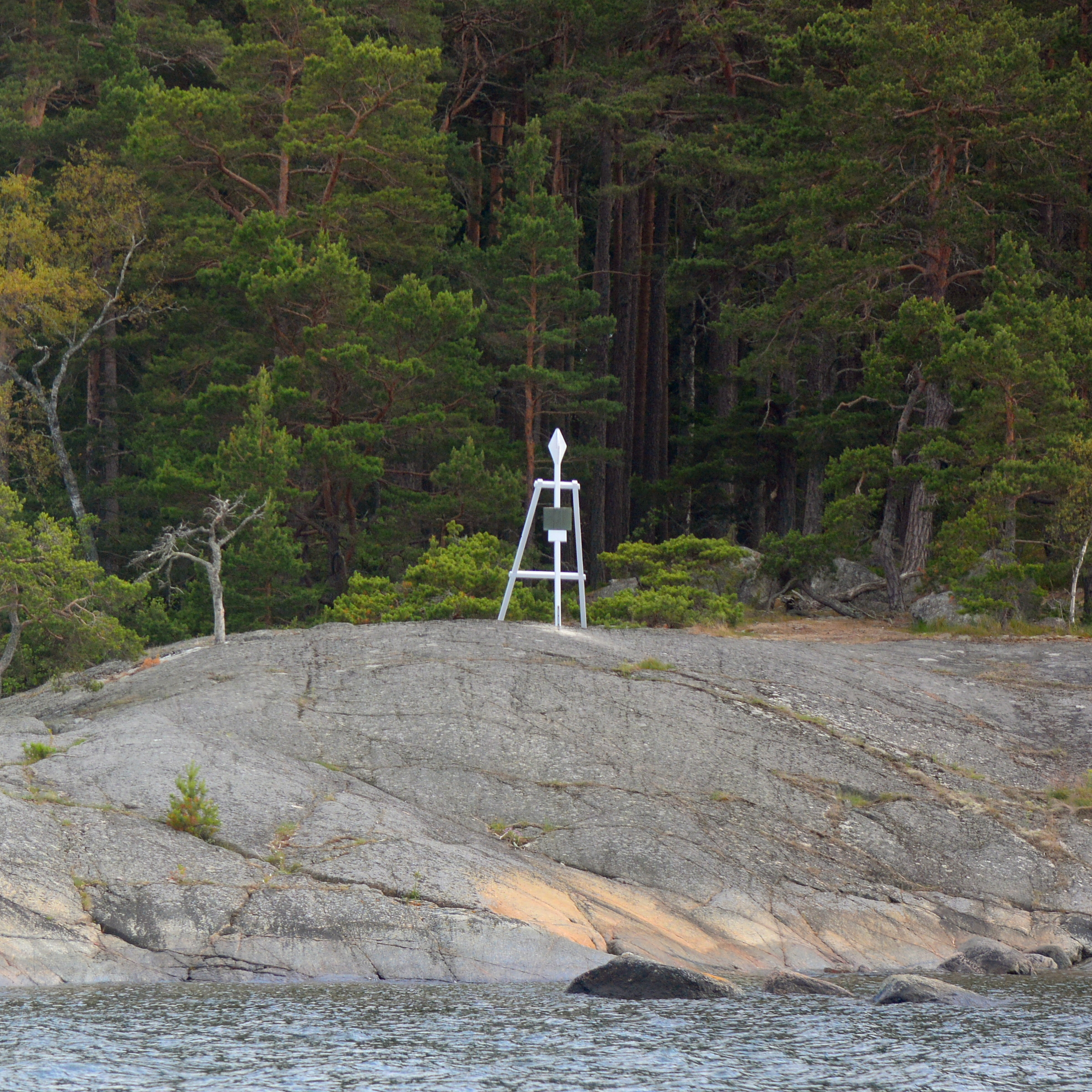
Stora Kalholmen var Skärgårdsstiftelsens första förvärv och stångmärket på norra udden har stått modell för stiftelsens logotyp.

Skärgårdsstiftelsen i Stockholms län har till syfte att bevara Stockholms skärgårds egenart och främja utvecklingen av bland annat turism, kultur och friluftsliv.
Verksamheten finansieras huvudsakligen av medel från Region Stockholm. Omslutningen (2019) är cirka 111 miljoner kronor per år. Utöver regionen är Stockholms kommun och länets skärgårdskommuner representerade i stiftelsens styrelse.

## Historia
Skärgårdsstiftelsens historia går tillbaka till den 20 maj 1959 då Stockholms stad, Stockholms läns landsting och Länsstyrelsen i Stockholms län grundade Stiftelsen Stockholms skärgård. Den stiftelsen hade ett liknande uppdrag som den nuvarande Skärgårdsstiftelsen; bland annat att verka för att skärgårdens naturvärden och landskapsbild bevaras, och att skärgården hålls öppen för rekreation och friluftsliv. 
Skärgårdsstiftelsen fick sin nuvarande organisation år 1998, då skärgårdsmark som tillhörde Stockholms stad överfördes till stiftelsen. Samtidigt blev landstinget huvudansvarig för stiftelsens ekonomi.
Berndt Festin tillträdde som VD för Stiftelsen Stockholms skärgård år 1984 och fortsatte i samma befattning när den nya stiftelsen bildades år 1998. I mars 2010 utsågs Lena Nyberg till ny verkställande direktör från den 1 juni 2010. Januari 2016 tillträdde Anna Waxin som ny verkställande direktör. I maj 2024 tillträdde Jan Zetterman som verkställande direktör.

## Uppgift och verksamhet
En viktig uppgift är att underhålla skärgårdens kulturlandskap. Skärgårdsstiftelsen äger flera skärgårdsjordbruk som drivs av arrendatorer. Omkring 70 personer är knutna till stiftelsen som anställda eller jordbruksarrendatorer. Därmed är stiftelsen skärgårdens största arbetsgivare.
Stiftelsen arbetar på flera sätt för att underlätta och stimulera turism och friluftsliv i skärgården och sköter bland annat renhållning, toaletter, färskvatten och bastubyggnader i naturhamnar.
Den 27 juni 2009 invigde Skärgårdsstiftelsen en snorkelled vid Nåttarö söder om Utö. Där kan allmänheten följa en naturstig under vatten och lära sig mer om skärgårdens undervattensliv.

## Markområden
Stiftelsen gjorde sitt första markförvärv, Stora och Lilla Kalholmarna, år 1961. Därefter har stiftelsen successivt köpt ny mark, rustat upp byggnader och underhållit kulturlandskapet. Stiftelsen äger idag bland annat stora markområden som Finnhamn, Grinda, Nämdö och Möjaskärgården, samt många andra skärgårdöar. Totalt 11 000 hektar av marken i Stockholms skärgård ägs eller förvaltas av stiftelsen. Det motsvarar omkring 11 procent av den totala markarealen.
Fram till 2021 ägde och förvaltade Skärgårdsstiftelsen även Ornö, Bullerö och Långviksskär. Dessa öar överläts i juni 2021 till Naturvårdsverket inför bildandet av Nämdöskärgårdens nationalpark. I gengäld övertog Skärgårdsstiftelsen Fjärdlångs naturreservat.

## Skärgårdsstiftelsens vänner
Omkring 16 000 privatpersoner, företag och organisationer har ett stödjande medlemskap, så kallade vänner till stiftelsen.